# Premiile Academiei Române pentru anul 2019
Premiile Academiei Române pentru anul 2019 au fost acordate în 8 decembrie 2021, în Aula Academiei Române.
Sunt indicate obiectul acordării premiului, cel mai adesea o lucrare, autorul acesteia și țara de reședință a autorului. În cazul în care nu este indicată țara, autorul este din România.

## I. Filologie și literatură

### Premiul „Timotei Cipariu“
- Gramatica limbii române, Ion Bărbuță și Elena Constantinovici

### Premiul „Bogdan Petriceicu Hasdeu“
- Ediție cronologică integrală Mihai Eminescu, Opere, vol. I: Cronologii și simbioze poetice (1866-1876); vol. II: Cronologii și simbioze poetice (1877-1883), Valentin Coșereanu

### Premiul „Ion Creangă“
- Undeva în Transilvania, Mirel Taloș

### Premiul „Titu Maiorescu“
- «Grup sburător». Trăitul și scrisul împreună în cenaclul lui E. Lovinescu., Ligia Tudurachi

### Premiul „Lucian Blaga“
- Autenticitatea, sensuri și nonsensuri. Teorii românești interbelice în contexte europene, Ștefan Firică

### Premiul „Mihai Eminescu“
- Trecere, petrecere, Ioana Ieronim (Ioana Latham)

### Premiul „Ion Luca Caragiale“
Premiul nu a fost acordat.

## II. Științe istorice și arheologie

### Premiul „Vasile Pârvan“
- The Brooch Workshops from Dacia and the other Danubian Provinces of the Roman Empire (1st c. BC – 3rd c. AD), Sorin Cociș
- Siret – „Dealul Ruina“. Așezarea fortificată din epoca timpurie a fierului, Ion Mareș

### Premiul „Dimitrie Onciul“
- Valori ale ortodoxiei românești. Mănăstirea Căldărușani (vol. I-II), Florin Șerbănescu

### Premiul „George Barițiu“
- Archaeological explorations of magic and witchcraft in Iron Age Transylvania, Aurel Rustoiu

### Premiul „Nicolae Iorga“
- Unirea Basarabiei cu România și recunoașterea ei internațională, Valentin Burlacu (Republica Moldova)

### Premiul „Nicolae Bălcescu“
- Securitatea și exilul intelectualilor români în Italia, Anca Stângaciu

### Premiul „A.D. Xenopol“
- Relațiile diplomatice româno-italiene în timpul Primului Război Mondial 1914-1918, Mihail Dobre

### Premiul „Mihail Kogălniceanu“
- Populația Românească din Peninsula Balcanică, Dorin Lozovanu (Republica Moldova)

### Premiul „Eudoxiu Hurmuzaki“
- Românii din Transilvania, Banat, Crișana, Sătmar și Maramureș în Primul Război Mondial (părțile I și II), Ioan Popa (editor)

## III. Științe matematice

### Premiul „Simion Stoilow“
- Global and blow-up radial solutions for quasilinear elliptic systems arising in the study of viscous, heat conducting fluids., Marius Ghergu
- Generalized q-Gaussian von Neumann algebras with coefficients I: Relative strong solidity., Bogdan Teodor Udrea

### Premiul „Gheorghe Țițeica“
Premiul nu a fost acordat.

### Premiul „Gheorghe Lazăr“
Premiul nu a fost acordat.

### Premiul „Grigore C. Moisil“
Premiul nu a fost acordat.

### Premiul „Spiru Haret“
- Diffusion in random Fields – Application to transport in Groundwater, Nicolae Suciu

### Premiul „Dimitrie Pompeiu“
- Lipschitz Functions, Ștefan Cobzaș și Adriana Nicolae

### Premiul „Petre Sergescu“ (Istoria științelor și tehnicii)
Secția de științe matematice nu are propuneri.

## IV. Științe fizice

### Premiul „Constantin Miculescu“
- Grupul de lucrări: Modelarea macroscopică a generării de armonice superioare în configurații existente experimental, Katalin Kovács și Valer Toșa

### Premiul „Dragomir Hurmuzescu“
- Grupul de lucrări: Modelări teoretice ale heterostructurilor feroelectrice, Lucian Dragoș Filip

### Premiul „Ștefan Procopiu“
Premiul nu a fost acordat.

### Premiul „Horia Hulubei“
Premiul nu a fost acordat.

### Premiul „Radu Grigorovici“
- Grupul de lucrări: Noi biosenzori nanostructurați și proceduri electrochimice pentru determinarea de inițiatori ai stresului oxidativ, al efectului asupra biomoleculelor și mecanisme de reglare ale acestuia., Mădălina Maria Bârsan, Teodor Adrian Enache și Victor Constantin Diculescu

## V. Științe chimice

### Premiul „Costin D. Nenițescu“
- Grupul de lucrări: Polimeri siliconici concepuți pentru traductoare pe bază de elastomeri, Codrin Țugui

### Premiul „I. G. Murgulescu“
- Grupul de lucrări: Materiale și nanomateriale avansate cu design și proprietăți adaptate pentru multiple aplicații, Irina Atkinson
- Grupul de lucrări: Utilizarea complementară a metodelor spectroscopice pentru investigarea sistemelor supramoleculare., Iulia Matei

### Premiul „Gheorghe Spacu“
- Grupul de lucrări: Contribuții în domeniul chimiei coordinative și organometalice a elementelor staniu și plumb și sinteză de tectoni organostaniu în ingineria cristalină, Adrian-Alexandru Someșan

### Premiul „Nicolae Teclu“
- Grupul de lucrări: Contribuții în domeniul catalizei heterogene cu aplicații în energetica hidrogenului: stocare chimică și utilizare, Mihaela Diana Lazăr

### Premiul „Cristofor I. Simionescu“
- Grupul de lucrări: Structuri heterociclice oligomere și polimere pentru materiale avansate în (opto)electronică, Cătălin-Paul Constantin

## VI. Științe biologice

### Premiul „Emil Racoviță“
Premiul nu a fost acordat.

### Premiul „Grigore Antipa“
Premiul nu a fost acordat.

### Premiul „Nicolae Simionescu“
- Grup de 16 lucrări 2016-2019 pe tema: Identificarea de noi molecule cu potențial terapeutic, anticanceros și antoproliferativ, Valentin Zaharia

### Premiul „Emanoil Teodorescu“
- Suită de 9 lucrări 2011-2019 în domeniul: Mecanismele de generare și menținere a durerii neuropatice (activarea microfagelor și microgliilor, rolul chemokinelor în activitatea canalelor ionice din neuronii ganglionilor dorsali spinali), Violeta Ristoiu

## VII. Științe geonomice

### Premiul „Grigore Cobălcescu“
- Late Pleistocene to Holocene paleoenvironmental changes in the NW Black Sea, Andrei Briceag, Anastasia Yanchilina (SUA), William B.F. Ryan (SUA), Marius Stoica[1] și Mihaela Melinte[1]

### Premiul „Ludovic Mrazec“
- When a mudstone was actually a “sand”: Results of a sedimentological investigation of the bituminous marl formation (Oligocene), Eastern Carpathians of Romania., Juergen Schieber (SUA), Crina Miclăuș[1], Anca Seserman, Bei Liu (SUA) și Juan Teng (SUA)

### Premiul „Gheorghe Munteanu-Murgoci“
- Degradation processes of iron-sulfides and calcite containing aggregates from asphaltic mixtures, Nicolae Har, Alexandru Lăzărean, Mihai Iliescu, Nicolae Ciont și Ioan Florin Abrudan

### Premiul „Ștefan Hepites“
- Using Vertical Electrical Soundings to characterize seawater intrusions in the southern area of Romanian Black Sea coastline, Bogdan Mihai Niculescu, Gina Andrei
- Structural and Geodynamic Ideas on the Galati-Izvoarele Seismic-Prone Area (Eastern Romania), Lucian Beșuțiu[1], Mihail Diaconescu, Luminița Zlăgnean și Andreea Craiu

### Premiul „Simion Mehedinți“
- Future land use/cover changes in Romania: regional simulations based on CLUE-S model and CORINE land cover database, Gheorghe Kucsicsa, Elena-Ana Popovici[1], Dan Bălteanu[2], Ines Grigorescu[1], Monica Dumitrașcu[1] și Bianca Mitrică (Dumitrescu[1])
- Ținutul Ciceului – Analiză regională, Alexandra-Camelia Marian-Potra[1]

## VIII. Științe tehnice

### Premiul „Aurel Vlaicu“
- Grupul de lucrări: Mecanica materialelor compozite, Dan Mihai Constantinescu și Ștefan Sorohan
- Cartea: Convertoare de curent continuu hibride, Octavian Cornea, Dan Hulea și Nicolae Muntean

### Premiul „Traian Vuia“
- Cartea: Metode numerice în tehnică, Nicolae Ursu-Fischer și Mihai Ursu
- Grupul de lucrări: Sistem radar bistatic cu receptor fix de sol și transmițător de oportunitate satelitar (Bistatic radar system with a fixed ground-based receiver and spaceborne transmitter of opportunity), Andrei Anghel și Remus Cacoveanu

### Premiul „Henri Coandă“
- Cartea: Introduction in optimisation of industrial robots: theory and applications, Cornel Brișan, Cătălin Boantă și Veturia Chiroiu[1]

### Premiul „Constantin Budeanu“
- Cartea: Percepția prin particule, Radu Dănescu
- Grupul de lucrări: Research at the confluence of machine learning, computer vision, and robotics (Cercetări multidisciplinare la confluența învățării automate, a viziunii computerizate și a roboticii), Radu Timofte, Eirikur Agustsson (Elveția), Fabian Mentzer (Elveția), Michael Tschannen (Elveția), Luc Van Gool (Elveția)

### Premiul „Anghel Saligny“
- Cartea: Tratat de inginerie termică în clădiri, Mihai Ilina și Cătălin Lungu

### Premiul „Petre Sergescu“ (Istoria științelor și tehnicii)
- Cartea: Radarul românesc. O istorie vie, Anton Muraru (coordonator)

## IX. Științe agricole și silvice

### Premiul „Ion Ionescu de la Brad“
- Cercetări privind floarea soarelui în Republica Moldova, Maria Duca

### Premiul „Traian Săvulescu“
Premiul nu a fost acordat.

### Premiul „Marin Drăcea“
- Forest Science for a Sustainable Forestry and Human Wellbeing, Ecaterina Nicoleta Apostol, Mihai Andrei Tănase, Constantin Nechita, Ionuț-Silviu Pascu și Marius Budeanu

### Premiul „Gheorghe Ionescu-Șișești“
- Tratat de legumicultură specială, Costel Vînătorul, Bianca Mușat și Camelia Bratu
- Alternative Swine Management Systems, Ioan Huțu și Gary Onan

## X. Științe medicale

### Premiul „Iuliu Hațieganu“
- Tratat de patologie și chirurgie esofagiană, Silviu Constantinoiu, Ioan Cordoș, Constantin Ciuce și Viorel Scripcaru (coordonatori)

### Premiul „Daniel Danielopolu“
- Advancements of Mass Spectrometry in Biomedical Research, Alisa G. Woods (SUA) și Costel C. Darie

### Premiul „Gheorghe Marinescu“
- Adicția digitală – boală a societății postmoderne, Adina-Brîndușa Baciu

### Premiul „Victor Babeș“
- Autopsii medico-istorice, Octavian Buda

### Premiul „Constantin I. Parhon“
Premiul nu a fost acordat.

### Premiul „Ștefan S. Nicolau“
Premiul nu a fost acordat.

## XI. Științe economice, juridice și sociologie

### Științe economice

#### Premiul „Petre S. Aurelian“
- Grupul de lucrări cu tema: Integrarea monetară și incertitudinea economică. The micro-foundations of an open economy money demand: An application to central and eastern European countries, Journal of Macroeconomics, 60, 2019; The money demand and the loss of interest for the euro in Romania, Applied Economics Letters, Vol.26, No.3, 2019; Does the U.S. economic policy uncertainty connect financial markets? Evidence from oil and commodity currencies, Energy Economics, 83, 2019., Claudiu Tiberiu Albulescu

#### Premiul „Virgil Madgearu“
- Productivitatea muncii și performanța în agricultură, Costel C. Negrei

#### Premiul „Victor Slăvescu“
- Afaceri internaționale performante în secolul 21. Noi abordări și soluții, Victor Danciu, Mihaela Gabriela Belu și Dorel Paraschiv

#### Premiul „Nicolas Georgescu Roegen“
- The Romanian Economy. A Century of Transformation (1918-2018), Luminița Chivu[1], Valeriu Ioan-Franc[2], George Georgescu[1] și Jean-Vasile Andrei

### Sociologie

#### Premiul „Dimitrie Gusti“
- Sociologia proastei guvernări în România interbelică, Bogdan Bucur

#### Premiul „Henri H. Stahl“
- Boieri și aristocrați români în secolul al XIX-lea – studiu de mentalitate și moravuri în spațiul privat, Elena Olariu

### Științe juridice

#### Premiul „Nicolae Titulescu“
Premiul nu a fost acordat.

#### Premiul „Simion Bărnuțiu“
- Răspunderea contractuală. O analiză juridică și economică, Cristian Paziuc

#### Premiul „Andrei Rădulescu“
Premiul nu a fost acordat.

## XII. Filosofie, teologie, psihologie și pedagogie

### Premiul „Constantin Rădulescu-Motru“
- Pedagogia învățământului primar și preșcolar, vol. I-II, Ion-Ovidiu Pânișoară și Marin Manolescu (coordonatori)

### Premiul „Mircea Florian“
Premiul nu a fost acordat.

### Premiul „Ion Petrovici“
Premiul nu a fost acordat.

### Premiul „Vasile Conta“
Premiul nu a fost acordat.

### Premiul „Dumitru Stăniloaie“
- Omul lăuntric. Andrei Scrima și fizionomia experienței spirituale, Ioan Alexandru Tofan

## XIII. Arte, arhitectură și audiovizual

### Premiul „George Enescu“
Premiul nu a fost acordat.

### Premiul „Ciprian Porumbescu“
- Cărțile psalmilor. Reflexii în sonor, Carmen Stoianov

### Premiul „George Oprescu“
- Picturi murale extrase: istorie, restaurare, monitorizare, Maria-Magdalena Drobotă

### Premiul „Ion Andreescu“
- Expoziția Gestul în desen (Muzeul de Artă Constanța, Muzeul de Artă Vizuală Galați), Florin Stoiciu (grafician)

### Premiul „Simion Florea Marian“
Premiul nu a fost acordat.

### Premiul „Duiliu Marcu“
- Ambasada statului Kuwait din București (finalizată și recepționată în 2019), Vladimir Arsene (Dr.arh.)

### Premiul „Aristizza Romanescu“
- Călătoria fantastică a Maronei (coproducție România, Franța, Belgia), Anca Damian (regizor)
- Mazurka (regia Alexandru Hausvater) și Scripcarul pe acoperiș (regia Andrei Munteanu), Viorica Petrovici (scenograf)

## XIV. Știința și tehnologia informației

### Premiul „Grigore Moisil“
- Grup de șapte lucrări cu tema: Învățare nesupervizată, reguli de asociere relațională și aplicații, Gabriela Czibula

### Premiul „Mihai Drăgănescu“
Premiul nu a fost acordat.

### Premiul „Tudor Tănăsescu“
- Grup de două lucrări: Deep Learning Neural Architecture in Emotion Recognition for Romanian Language; Noisy Speech Emotion Recognition in Romanian Language, Marius Dan Zbancioc și Monica Feraru

### Premiul „Gheorghe Cartianu“
Premiul nu a fost acordat.